# YNWメリー
YNWメリー（YNW Melly、YNWは「Young Nigga World」の頭字語）は、アメリカ合衆国のラッパー、歌手である。
2019年2月、彼は2件の予謀殺人罪で逮捕・起訴され、有罪判決を受ければ仮釈放なしの終身刑または死刑に処される可能性がある。彼はまた、2017年にギフォードで発生した保安官代理の殺害事件の容疑者でもある。2019年3月、彼は二重殺人罪に対して無罪を主張した。最初の裁判は評決不一致で審理無効となり、2024年1月現在、彼の再審はデジタル証拠の採用に関する裁定を待つために中断されている。2024年7月現在、彼の裁判は2025年9月まで延期されている。

## 生い立ち
ジャメル・デーモンズことYNWメリーは1999年5月1日に生まれ、フロリダ州ギフォードで育った。シングルマザーのジェイミー・デーモンズ＝キングに育てられ、父親が誰であるかは知らない。別のラッパー、ドンテ・「ザ・ギフト」・テイラーはYNWメリーの父親であると主張している。母親は14歳で彼を妊娠し、9年生の時に出産した。後にギフォードの貧しい地域に移り住み、住居や基本的な生活必需品の支払いに苦労した。
メリーは幼い頃にブラッズに参加した。15歳の時にSoundCloudに曲を投稿し始めた。2015年後半、メリーはベロビーチ高校近くで3人の生徒に向けて発砲したとして逮捕された。その後、加重暴行、公共の場での銃器発射、2件の加重暴行で有罪判決を受け、少年院で1年間服役した。

## キャリア

### 2016年–2018年：初期の成功、『Collect Call』EP、『I Am You』
メリーは2016年に「YNWメリー」というステージネームを採用した。YNW（「Young Nigga World」または「Young New Wave」の頭字語）は、メリー、アンソニー・「YNW Sakchaser」・ウィリアムズ、クリストファー・「YNW Juvy」・トーマス・ジュニア、コートレン・「YNW Bortlen」・ヘンリーを含むヒップホップコレクティブである。
2017年後半、まだ収監中に、メリーは初のプロジェクトであるEP『Collect Call』をリリースし、これにはリル・Bやジョン・ウィックスなど多くの著名なアーティストが参加していた。2018年にはシングル「Virtual (Blue Balenciagas)」、「Melly the Menace」、「Slang That Iron」をリリースした。その他のシングルには「4 Real」、「Butter Pecan」、「Medium Fries」がある。それぞれのミュージックビデオは2019年1月時点でYouTubeで2600万回、1600万回、1100万回再生されている。
2018年、彼はシカゴのラッパーキング・ヴォンと出会い、親交を深めた。二人は同じ音楽マネージャー、ジェイムソン・「100K」・フランソワを共有していた。
2018年8月、メリーはデビューミックステープ『I Am You』をリリースし、これは後に2019年1月10日に『ビルボード200』で192位にチャートインした。

### 2019年–2021年：『We All Shine』、『Melly vs. Melvin』、『Just a Matter of Slime』
2019年1月18日、収監中にメリーはセカンド商業ミックステープ『We All Shine』をリリースした。この作品は16曲で構成されている。このプロジェクトにはカニエ・ウェストとフレド・バンとのコラボレーションが収録されている。ウェストをフィーチャーした「Mixed Personalities」のミュージックビデオは、コール・ベネットとリリカル・レモネードの監督によりアルバムと共に公開された。
2019年3月時点で、メリーはSpotifyで2億回以上のストリームを記録し、月間リスナーは1000万人を超えていた。彼の最もストリーミングされた曲は「Murder on My Mind」で、元々はシングルとしてリリースされた後、『I Am You』に追加された。
2019年11月22日、メリーはデビュー・スタジオ・アルバム『Melly vs. Melvin』をリリースした。アルバムは『ビルボード200』で8位を記録し、彼の最高位チャートインアルバムとなった。アルバムにはシングル「223's」が収録され、この曲は『ビルボード・ホット100』で34位を記録した。
2019年11月29日、メリーは友人でありシカゴのアーティストであるキング・ヴォンのシングル「Rollin」にフィーチャーされた。これはミックステープ『Levon James』からのセカンドシングルであり、DrewFilmedItが監督したミュージックビデオも公開された。
2020年3月13日、メリーは自身のトラック「Suicidal」のリミックスをリリースし、これが『Melly vs. Melvin』からのセカンドシングルとなった。このリミックスには故アメリカ人ラッパー兼シンガーのジュース・ワールドがフィーチャーされており、彼の3番目の公式死後フィーチャリングとなった。この曲はホット100で20位を記録し、メリーにとって2度目のトップ20入りを果たした。
1年間音楽をリリースせず、保留中の殺人事件と闘い続けた後、2021年3月5日、メリーは同じくフロリダ出身のアーティストコダック・ブラックを迎え、「Thugged Out」をリリースした。これに続き、「Pieces」（クイーン・ナイジャ客演）や「Bestfriend 4L」（リル・ティージェイ客演）といった注目すべきシングルがリリースされた。これらのシングルは、メリーのセカンド・スタジオ・アルバム『Just a Matter of Slime』に先立つものであり、『Melly vs. Melvin』と同様に、収監中にリリースされ、収監前に録音されたボーカルで構成されていた。

## 音楽スタイル
YNWメリーは、そのメロディアスなボーカルと、「ザラついた質感に覆われた明るいハーモニーと、ソウルフルな恋煩いのバラードのミックス」で注目されている。

## ディスコグラフィ
- 『Melly vs. Melvin』（2019）
- 『Just a Matter of Slime』（2021）
- 『Young New Wave』（2024）